# Strada statale 70 della Consuma
La ex strada statale 70 della Consuma (SS 70), ora strada regionale 70 della Consuma (SR 70), è una strada regionale italiana. Collega il Valdarno superiore al Casentino, attraverso il Passo della Consuma.

## Storia
La strada statale 70 venne istituita nel 1928 con il seguente percorso: "Innesto con la n. 69 presso Pontassieve - Valico della Consuma - Innesto con la n. 71 presso Bibbiena."
In seguito al decreto legislativo n. 112 del 1998, dal 2001, la gestione è passata dall'ANAS alla Regione Toscana, che ha ulteriormente devoluto le competenze alla Provincia di Firenze e alla Provincia di Arezzo.

## Percorso
La strada inizia in località Palaie, nel comune di Pelago, dove diverge dalla strada statale 69 di Val d'Arno, che continua verso Arezzo seguendo il fondovalle dell'Arno. Subito in salita, circondata da colline coltivate a vigneti, la 70 si dirige verso est, attraversando le frazioni di Diacceto, Fonte al Cerro e Borselli. Con una serie di curve, alternate a brevi rettilinei, risale il versante occidentale del Pratomagno, poco distante dalla riserva naturale di Vallombrosa. In un paesaggio dalle caratteristiche montane, la strada giunge, quindi, alla Consuma, dove abbandona la provincia di Firenze per entrare in quella di Arezzo.
Superato il valico, a quota 1050 m, scende verso l'alto Casentino, in un ambiente dove le zone boscose si alternano ai campi coltivati a foraggio. Alla fine della discesa, dopo avere attraversato il territorio dei comuni di Montemignaio, Pratovecchio e Castel San Niccolò, incontra il paese di Borgo alla Collina. Giunta nel fondovalle dell'Arno, la 70 supera la piana di Campaldino e oltrepassa Ponte a Poppi, la frazione più importante del comune omonimo. Dopo pochi chilometri arriva a Bibbiena, dove si innesta nella ex strada statale 71 Umbro Casentinese Romagnola all'altezza del ponte sul torrente Archiano.
Sul versante fiorentino il tracciato della strada è identico a quello originario. Sul versante aretino sono stati invece eseguiti alcuni lavori di miglioramento, con l'allargamento della carreggiata e la rettifica dei tratti più disagevoli.